# Peltiera alaotrensis
Peltiera alaotrensis är en ärtväxtart som beskrevs av Du Puy och Jean-Noël Labat. Peltiera alaotrensis ingår i släktet Peltiera och familjen ärtväxter. Inga underarter finns listade i Catalogue of Life.